# Norair Aslanyan
Norair Aslanyan (geb. Mamedov) (* 25. März 1991 in Karaundsch) ist ein niederländischer Fußballspieler armenischer Herkunft.

## Karriere
Norair Mamedov floh mit seinen Eltern, Angehörigen der armenischen Minderheit, in den 1990er Jahren aus Aserbaidschan in die Niederlande. Schon in seiner alten Heimat hatte er auf der Straße Fußball gespielt. Nach kurzen Aufenthalten in verschiedenen Asylbewerberunterkünften blieb die Familie länger im Asylbewerberheim im friesischen Burgum; Norair Mamedov begann in der E-Jugend der VV Bergum mit dem organisierten Fußballspiel. Scouts von Profivereinen wurden auf das Talent aufmerksam. Bei einem Turnier sahen ihn Verantwortliche der PSV aus Eindhoven, die den Zwölfjährigen jedoch nicht gleich verpflichteten, da sein Asylbewerberstatus noch nicht geklärt war. Sie vermittelten ihn hingegen in die Jugendabteilung des FC Groningen in der näheren Provinzhauptstadt. Hier durchlief der Angriffsspieler, der sich auf den Flanken ebenso wohlfühlt wie als Mittelstürmer oder hängende Spitze; die weiteren Jahrgänge und entwickelte sich so gut, dass er schon als A-Jugendspieler an den Zweitligisten BV Veendam ausgeliehen wurde; hier kam er jedoch lediglich in der zweiten Mannschaft zum Einsatz.
In der Saison 2010/11 spielte er in der zweiten Mannschaft der Groninger, Jong FC Groningen, wurde aber ab Oktober für Spiele des SC Cambuur abgestellt, der im Jugendbereich mit dem FC Groningen zusammen arbeitet. Hier gab er am 15. Oktober 2010 sein Profidebüt im Heimspiel gegen RKC Waalwijk, als der Trainer Stanley Menzo ihn in der 78. Minute einwechselte. Nach sieben Einsätzen ohne Torerfolg – jedoch mit einer Vorlage – in der zweiten Liga holte ihn der FC Groningen in der Winterpause zurück. Mamedov wurde nunmehr gleich in den Erstligakader aufgenommen. Als beim FC Groningen Anfang März mehrere Spieler – darunter Tim Matavž – verletzt ausfielen, kam Norair Mamedov am 6. März 2011 zu seinem ersten Einsatz in der Eredivisie, dem im Laufe der Rückrunde vier weitere folgten.

## Erfolge
- Armenischer Meister: 2018

## Privat
Norair Mamedov änderte 2012 seinen Familiennamen zu Aslanyan, dem Nachnamen seiner Frau.